# Енніс Есмер
Енніс Есмер (англ. Ennis Esmer, тур. Enis Esmer; нар. 29 грудня 1978, Анкара, Туреччина) — канадський актор і сценарист турецького походження.

## Фільмографія

### Кіно
| Рік  | Українська назва                       | Оригінальна назва                   | Роль                | Примітки  |
| ---- | -------------------------------------- | ----------------------------------- | ------------------- | --------- |
| 2003 | Як бути?                               | How to Deal                         | Ронні               |           |
| 2003 | Чита Герлз                             | The Cheetah Girls                   | комік               | телефільм |
| 2004 | Ласкаво просимо до Лосиної затоки      | Welcome to Mooseport                | пасажир в аеропорту |           |
| 2004 | Приманки                               | Decoys                              | Гіббі               |           |
| 2004 |                                        | All You Got                         | Пол                 |           |
| 2006 | Шлях до 11 вересня                     | The Path to 9/11                    | Моххамед Саламех    |           |
| 2007 | Молодіжна лихоманка                    | Young People Fucking                | Горд                |           |
| 2007 |                                        | Your Beautiful Cul de Sac Home      | Філ Гудфеллоу       |           |
| 2007 | Сніжна куля                            | Snowglobe                           | Джеймі ДіБіасі      | телефільм |
| 2008 | Голий барабанщик                       | The Rocker                          | Барні               |           |
| 2008 |                                        | For the Love of Grace               | Френк Локвуд        | телефільм |
| 2009 | Розлад                                 | Unstable                            | Ерік                | телефільм |
| 2015 | Як влаштувати оргію в маленькому місті | How to Plan an Orgy in a Small Town | Адам Мітчелл        |           |
| 2018 | Клара                                  | Clara                               | Чарлі Дюран         |           |

### Телебачення
| Рік       | Українська назва          | Оригінальна назва  | Роль                 | Примітки        |
| --------- | ------------------------- | ------------------ | -------------------- | --------------- |
| 2003      | Veritas: У пошуках істини | Veritas: The Quest | Єгипетський страж    | 1 епізод        |
| 2003      | Близькі друзі             | Queer as Folk      | Генрі                | 1 епізод        |
| 2005      | Кінець гри                | Tilt               | дитина в коледжі     | 1 епізод        |
| 2005      | Офіцер поліції            | Kojak              | Стюарт               | 1 епізод        |
| 2008      | РеГенезис                 | ReGenesis          | доктор Деніел Пітерс | 1 епізод        |
| 2008      | Гаряча точка              | Flashpoint         | Френк                | 1 епізод        |
| 2006–2008 |                           | Billable Hours     | Золтан               | Періодична роль |
| 2009–     | Той, хто читає думки      | The Listener       | Осман «Оз» Бей       | Постійна роль   |
| 2010      | Розслідування Мердока     | Murdoch Mysteries  | Маркус Еванс         | 1 епізод        |
| 2010      | Таємні операції           | Covert Affairs     | агент ЦРУ            | Періодична роль |
| 2011      |                           | Wipeout Canada     | грає самого себе     | Гість           |
| 2012      |                           | The L.A. Complex   | Едді Демир           |                 |